# 陈致虚
陈致虚（1290年～？）。字观吾，号上阳子。庐陵（今江西吉安）人，元代道教金丹派学者、内丹理论家，他將金丹派推向全真道，成為全真南宗。
天历二年（1329年），遇赵友钦（號缘督子）于湖南衡阳，受其所传金丹之道。其后，又遇青城老人，传以“先天一气坎月离日金丹之旨”。著有《金丹大要》十六卷。